# Mirandovo varování

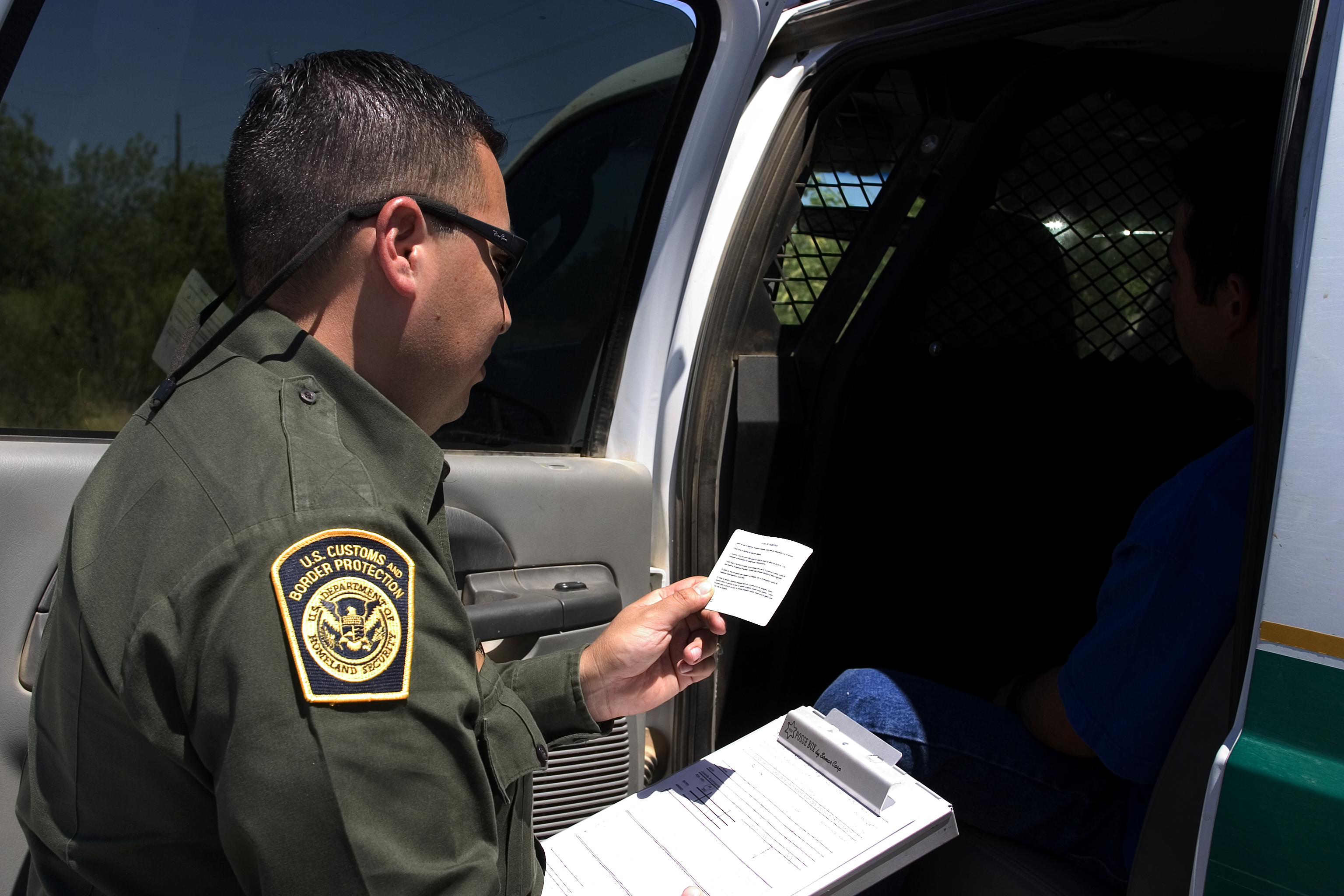
Příslušník hraniční stráže USA čte Mirandovo varování

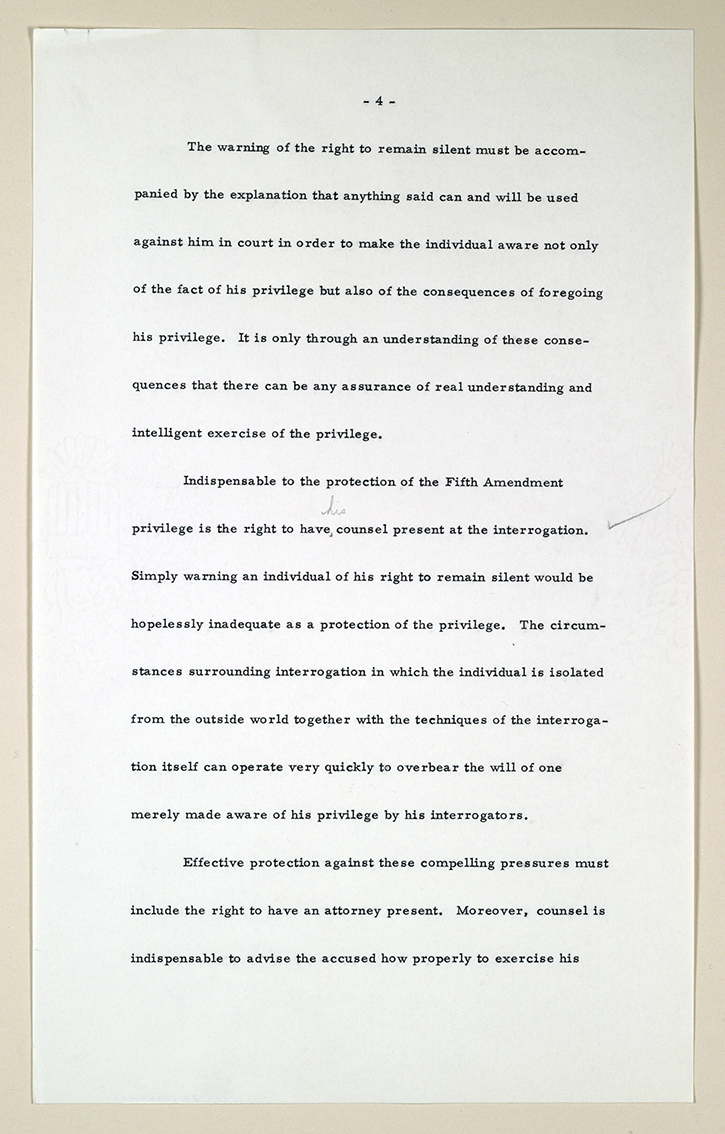
Strana 4 z rozsudku v případě Miranda vs. Arizona, který se stal základem pro Mirandovo pravidlo.

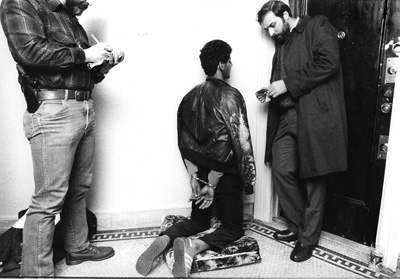
Policejní detektiv udělující Mirandovo pravidlo

Mirandovo varování (anglicky Miranda warning) je upozornění, které musí učinit policisté v USA pokaždé, když kohokoliv zadrží. Název vychází ze soudního případu Nejvyššího soudu USA Miranda vs. Arizona, ve kterém bylo rozhodnuto, že o právu nevypovídat a právu na konzultaci s právníkem, tedy právech garantovaných Ústavou USA v pátém a šestém dodatku, musí být každý během zadržení jasně informován. Práva být informován se také někdy označují jako Mirandova práva (anglicky Miranda rights). Nápad na zavedení tohoto pravidla pochází od akademika Yala Kamisara, který je tak někdy nazýván „otcem Mirandy“. V angličtině se také vžilo sloveso „mirandize“ (mirandovat), které znamená seznámit zadrženého s Mirandovými pravidly.
Pokud zadržený Miranodovo varování nedostane, nelze to co pronesl použít jako důkaz u následného soudu.

Přesné znění tohoto varování se v každém policejním okrsku liší, ale Mirandovo varování může vypadat například takto:
| „ | You have the right to remain silent. Anything you say can be used against you in court. You have the right to talk to a lawyer for advice before we ask you any questions. You have the right to have a lawyer with you during questioning. If you cannot afford a lawyer, one will be appointed for you before any questioning if you wish. If you decide to answer questions now without a lawyer present, you have the right to stop answering at any time. | “ |

Český překlad:
| „ | Máte právo nevypovídat. Cokoliv řeknete, může být použito proti vám u soudu. Máte právo poradit se s právníkem, než vám položíme jakékoli otázky. Máte právo mít právníka přítomného během výslechu. Pokud si právníka nemůžete dovolit, bude vám před výslechem přidělen, pokud si to budete přát. Pokud se rozhodnete odpovídat na otázky nyní bez přítomnosti právníka, máte právo kdykoli přestat. | “ |

Po pronesení varování se v mnoha případech policie zadrženého zeptá, zda varování rozumí, a zda poté, co byl s varováním seznám, chce s policií mluvit.
Spornou otázkou je to, jak dostatečně seznámit zadrženého s Mirandovými právy v případě, kdy je fyzicky nebo psychicky natolik postižen, že nemá možnost sdělení rozumět. Někdy také bývá kritizováno, že varování nemohou rozumět nevzdělání lidé.

## Varianty
V některých státech USA je Mirandovo varování lehce upraveno. Ve státech New Jersey, Nevada, Oklahoma a Aljaška je věta o právu na právní pomoc formulována takto:
| „ | We have no way of giving you a lawyer, but one will be appointed for you, if you wish, if and when you go to court. | “ |

Český překlad:
| „ | Nemáme možnost vám poskytnout právníka, ale přejete-li si to, bude vám přidělen, pokud půjdete k soudu. | “ |

Ve státech USA sousedících s Mexikem se v rámci Mirandova pravidla zmiňuje i to, že pokud zadržený není občanem USA, má právo kontaktovat zastupitelský úřad své země. V některých státech bývá také během zadržení nezletilého zmiňováno, že má právo kontaktovat svého rodiče nebo opatrovníka.

## Vývoj Mirandova varování
Mirandovo varování vychází z rozhodnutí Nejvyššího soudu USA v případě Miranda vs. Arizona z roku 1966. Soud se v tomto rozhodnutí zabýval případem, kdy policisté zadrželi Ernesta Mirandu, obviněného ze znásilnění, který se po mnohahodinovém výslechu k činu přiznat, přičemž nebyl omeznámen s jeho ústavně zaručeným právem nevypovídat a poradit se s právníkem. Na základě doznání byl Miranda odsouzen, dovolal se tedy až k Nejvyššímu soudu, který rozhodl v jeho prospěch a určil, že doznání nemohlo sloužit jako důkaz a Mirandu tak osvobodil.
Po roce 1966 Nejvyšší soud vydal několik dalších rozhodnutí týkajících se Mirandova varování:
- V roce 1981 v případě California vs. Prysock Nejvyšší soud rozhodl, že to, v jakém pořadí jsou Mirandova práva zmíněna ve varování, ani to, že nejsou přečtena přesně podle rozsudku v případě Miranda vs. Arizona, nemá vliv na jejich platnost a má se za to, že varování bylo uděleno.[4]
- V roce 1984 v případě New York vs. Quarles Nejvyšší soud rozhodl, že v případě, kdy to veřejný zájem výrazně vyžaduje, tak je možné Mirandovo varování neudělit.[5]
- V roce 1984 v případě Berkemer vs. McCarty Nejvyšší soud rozhodl, že Mirandova práva má zadržený bez ohledu na to, z jak závažného zločinu je podezřelý.[6]
- V roce 1990 v případě Illinois vs. Perkins Nejvyšší soud rozhodl, že v případě, kdy se někdo přizná tajnému agentovi nebo informátorovi ve vězení, mohou být jeho výroky proti němu použity, i přesto, že nedostal Mirandovo varování.[7]
- V roce 2010 v případě Berghuis vs. Thompkins Nejvyšší soud rozhodl, že zadržený musí aktivně a jasně uplatnit svá práva. Pokud několik hodin pouze mlčí a poté promluví, tento výrok může být u soudu použit proti němu, protože vysloveně nevyjádřil, že si přeje uplatnit své právo nevypovídat.[8]
- V roce 2022 v případě Vega vs. Tekohs Nejvyšší soud rozhodl, že policista nemůže být souzen za to, že neudělil zadrženému Mirandovo varování. V případě, že policista varování neudělí se všechny výroky zadrženého u soudu zkrátka jen nepoužijí jako důkazy.[9]